# Acanthodelta antemedialis
Acanthodelta antemedialis là một loài bướm đêm trong họ Noctuidae.